# Casinycteris campomaanensis
Casinycteris campomaanensis (Hassanin, 2014) è un pipistrello della famiglia degli Pteropodidi endemico del Camerun.

## Descrizione

### Dimensioni
Pipistrello di medie dimensioni, con la lunghezza dell'avambraccio di 73,2 mm, la lunghezza del piede di 15 mm, la lunghezza delle orecchie di 22,3 mm e un peso fino a 49 g.

### Aspetto
La pelliccia è densa, soffice e lanosa. Le parti dorsali sono bruno-rossicce con la base dei peli più scuri e la parte centrale più chiara , mentre le parti ventrali sono biancastre e i fianchi marroni. Il muso è corto, largo e giallo-verdastro con una macchia bianca che si estende dalla base del naso fino in mezzo agli occhi e altre due su ogni lato, la prima all'angolo posteriore di ogni occhi e l'altra sulla guancia sopra il labbro superiore. Le narici sono rossastre. Un ciuffo di peli bianchi è presente alla base anteriore delle orecchie, le quali sono brunastre. Le membrane alari sono marroni con le giunture digitali gialle e sono attaccate posteriormente al primo dito del piede. È privo di coda, mentre l'uropatagio è ridotto ad una sottile membrana lungo la parte interna degli arti inferiori.

## Biologia

### Alimentazione
Si nutre di frutta.

## Distribuzione e habitat
Questa specie è conosciuta soltanto attraverso un individuo femmina catturato presso il villaggio di Nkoélon-Mvini, nell'area di Campo-Ma'an, nel Camerun sud-occidentale ed ora conservato presso il Museo nazionale di storia naturale di Francia con numero di catalogo MNHN 2011-637.
Vive nelle foreste sempreverdi a circa 117 metri di altitudine.

## Conservazione
Questa specie, essendo stata scoperta solo recentemente, non è stata sottoposta ancora a nessun criterio di conservazione.